# Бобошевский монастырь
Бобошевский монастырь святого Димитрия (болг. Бобошевски манастир “Свети Димитър”) — недействующий монастырь Болгарской православной церкви, кафоликон монастыря, построенный в 1481 году недалеко от современного города Бобошево, Кюстендилская область. Церковь была расписана в 1488 году.
В 1570/1573 года рядом с монастырем находилась мулька Эсмехан-султан, дочери султана.
Фактически это восстановленный во времена Османской империи Руенский монастырь, но на новом месте. Монастырь расположен примерно в 4 км к северо-западу от Бобошево, южнее села Доброво. От монастыря сегодня сохранились только полностью отреставрированная монастырская церковь, часть мельницы и флигель на пути к монастырю.
Церковь является памятником архитектуры и художественной культуры национального значения.